# Oligosoma smithi
Oligosoma smithi är en ödleart som beskrevs av  Gray 1845. Oligosoma smithi ingår i släktet Oligosoma och familjen skinkar. Inga underarter finns listade i Catalogue of Life.